# Mccheta (gmina)
Gmina Mccheta (gruz. მცხეთის მუნიციპალიტეტი) – jednostka administracyjna należąca do Mccheta-Mtianetii w Gruzji. Siedzibą gminy jest miasto Mccheta. 

## Położenie
Gmina położona jest w południowej części regionu Mccheta-Mtianetii, a jednocześnie w centralnej części Gruzji. 

## Ludność
Na podstawie danych statystycznych z 2024 roku gminę Mccheta zamieszkiwało 51 200 osób. 